# Bengt Dennis
Bengt Dennis, född 5 januari 1930 i Grängesberg, är en svensk nationalekonom, journalist och ämbetsman. Han var Sveriges riksbankschef 1982–1993.

## Biografi
Bengt Dennis växte upp i Grängesberg som son till säkerhetsförmannen Dennis Andersson och Greta Forsberg. Han utbildade sig till förvaltningssocionom och studerade vid bland annat Columbia University, där han tog en magisterexamen i ekonomi. Därefter arbetade han på Morgon-Tidningen, Stockholms-Tidningen, Dagens Nyheter, Sveriges Radio, Skandinaviska Enskilda Banken samt finans-, handels- och utrikesdepartementen.
Bengt Dennis utsågs till chefredaktör för Dagens Nyheter 1981. Året därpå var det regeringsskifte och Olof Palme blev statsminister. I samband med att Palme utsåg ministrar till sin regering utnämnde han på förslag av Kjell-Olof Feldt Bengt Dennis till riksbankschef. Valet stod då mellan Bengt Dennis, Aftonbladets chefredaktör Carl Johan Åberg och Pierre Vinde.[källa behövs] Feldt och Dennis hade arbetat nära varandra när Dennis före arbetet på DN varit statssekreterare i Handelsdepartementet under föregående period med Socialdemokraterna i regeringsställning. Eftersom Dennis varit politiskt tillsatt, hade han lämnat regeringen när de borgerliga partierna vunnit valet 1976. Dennis fortsatte som riksbankschef under hela perioden med Socialdemokraterna i regeringsställning, men lämnade posten 1993, ett år efter att Carl Bildt blivit statsminister. Under sin tid på posten medverkade han i avskaffandet av regleringarna av kreditmarknaden. Detta anses ibland vara orsaken till finanskrisen 1990-94. Hösten 1992 höjde han under några dagar marginalräntan till 500 %.
Bengt Dennis ledde den förhandlingsdelegation, som 1992 presenterade ett förslag för framtida infrastruktursatsningar i Stockholm, kallat "Dennispaketet".
Bengt Dennis har under 2010-talet varit konsult och haft styrelseuppdrag i bland annat East Capital. Dennis drev sedan  egen konsultfirma och hade styrelseuppdrag vid till exempel East Capital.
Dennis är sedan 1988 ledamot av Ingenjörsvetenskapsakademien.